# Сон Джин Ву/Temp

## Характер та особистість
Характер Сун Джин-Ву досить потайлива людина, він мовчазний і не любить розголошувати не по справі, зате має стратегічний розум і досить розважливий у своїх діях, може отримати вигоду з різних ситуацій, на відміну від того часу, коли Сун Джин-Ву ще не отримав друге пробудження, він практично не виявляє емоцій, щоб ті не взяли нагору над здоровим глуздом. Погляд завжди цілеспрямований і холоднокровний. У битвах Сун Джин-Ву іноді виявляє садизм і риси антигероя, як, наприклад, у битвах з демонами, в одному з підземель системи, коли він знищив безліч демонічних кланів і цікавився тим, що відчувають вони страх. Однак, як не дивно, досить добрий і милостивий, він пощадив дочку вождя одного з демонічних кланів (І весь клан, відповідно, теж), знаючи, що вона намагалася його вбити. Причину він назвав досить романтичним, за його словами, йому сподобалася дочка вождя. Ще, як висловлювався сам Сун Джин-Ву, він добре ладнає з незграбними людьми, які чомусь знаходять у ньому щось особливе. Також він дуже дбайливий, тому що, наприклад, навіть сам факт того, що він став мисливцем, щоб накопичити гроші на лікування матері та на забезпечення своєї сестри, вже багато важить. Можна ще додати, що Сун Джин-Ву часто допомагав Ю Джин-Хо, ставши йому чи не старшим братом. Коротко можна сказати, що він має досить різношерстого характеру, що робить його унікальним.

## Зовнішність

### До другого пробудження
До другого пробудження зовнішність Сун Джин-Ву не особливо виділяється. Він був невисокий на зріст, худенький, з дитячими рисами обличчя, в принципі, нагадував середньостатистичного старшокласника. Було майже повна відсутність м'язової маси, через що фізична сила не сильно перевершувала силу звичайної людини, не дивлячись на професію мисливця, що дає деякі переваги в цьому плані (Що, власне, є їх особливістю), це також було однією з причин частих отримання різних травм навіть у низькорангових підземеллях. Зачіска Сун Джин-Ву розпатлана, колір волосся - чорний. Очі сірого кольору. Одягався завжди по-різному, під час інциденту з підземеллям був одягнений у сіру кофту, білі кросівки та джинси.

### Після другого пробудження
Після другого пробудження, коли Сун Джин-Ву був обраний системою та став її гравцем, зовнішність Сун Джин-Ву кардинально змінилася. Завдяки завданням системи (різним фізичним вправам), не виконання яких карається гнівом системи і переміщенням в пустелю (Зона, куди посилають за невиконання завдань, являє собою жарку пустелю з гігантськими монстрами-комахами, що нагадують сколопендр, де треба вижити в тіч , Сун Джин-Ву наростив велику м'язову масу, властиву в основному для спортсменів, став виглядати більш мужньо, набув грубіших рис обличчя, порівняно з минулим собою, витягнувся в зростанні (крч кажучи, став кращим). Колір очей і волосся не змінився, хіба що іноді очі Сун Джин-Ву спалахують яскраво-блакитним кольором при використанні тіней, найімовірніше, це теж пов'язано з системою. В очах видно скритність і цілеспрямованість. В основному Сун Джин-Ву одягається в одяг темних відтінків (Чорний, темно-сірий), що підкреслює його характер та склад розуму.

## Стати головного героя
- Рівень: 146;
- Клас: Гравець (маг, воїн );
- Бали здоров'я: 93300;
- Об'єм мани: 155.270;
- Втома: 0;
- Сила: 324;
- Витривалість: 320;
- Спритність: 340;
- Інтелект: 340;
- Сприйняття: 321;

## Здібності
Навички підвищуються і стають сильнішими разом із підвищенням загального рівня.

### Пасивні навички
- Ур. Макс (Воля)
- Стійкість Рів. 1
- Майстер короткого меча Ур. Макс
- Активні навички:
- Спрінт Рів. Макс
- Жага крові Рів. 2
- Критичний удар Рів. Макс
- Кидок Кинджала Рів. Макс
- Прихованість Рів. 2
- Дотик імператора Ур. Макс

Специфічні класові навички — Класові рівні також підвищуються та стають сильнішими разом із підвищенням загального рівня.

### Активні навички
- Влада Монарха Рів. 2
- Вилучення Тіні Рів. 2
- Збереження Тіні Рів. 2
- Обмін Тінями Рів. 2

1. ↑  GEE So-Lyung, GEE So-Lyung. Solo-leveling. mangamen (українська) . D&C Media,Kakao. Архів оригіналу за 29 травня 2021. Процитовано 15.12.2021. [Архівовано 2021-05-29 у Wayback Machine.]